# Hinterstockensee

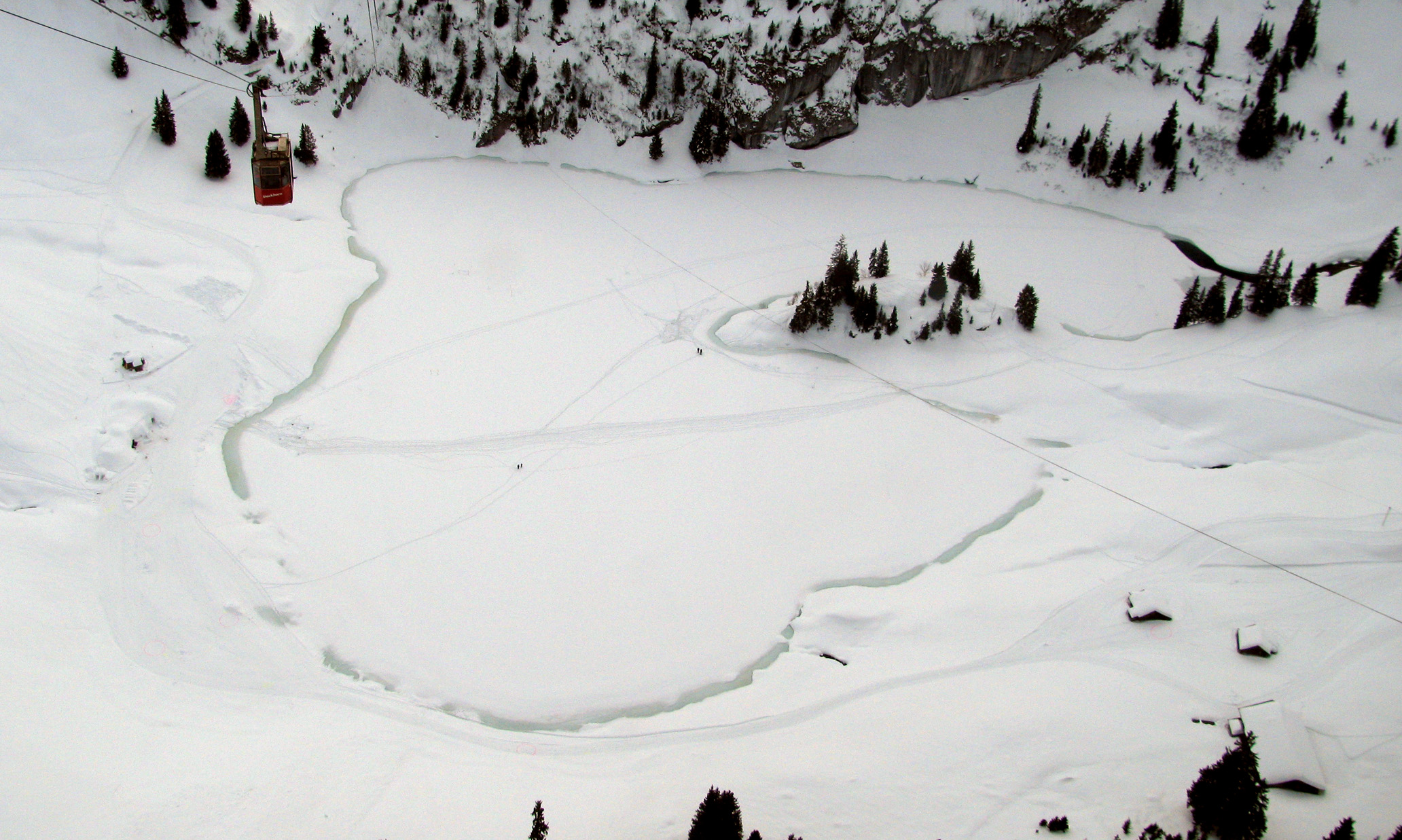
Hinterstockensee im Winter

Der Hinterstockensee ist ein See unterhalb des Stockhorns auf dem Gebiet der Schweizer Gemeinde Erlenbach im Simmental im Kanton Bern.
Der Hinterstockensee liegt auf 1595 m ü. M. in einem Felsbecken eines Kars auf der Südseite des Stockhorns. Er ist in den Couches-Rouges-Kern (rote Mergelschiefer der Oberkreide) der nach ihm benannten Hinterstockensee-Mulde eingebettet. Diese Synklinale befindet sich zwischen Schneeloch-Solhorn-Gewölbe und Walper-Schuppenzone und setzt sich vom Hinterstockensee, Lasenberg, Nüschleten bis Steinig Nacki fort. Sie wird wegen ihres Flysch-Vorkommens auch als Flyschmulde (nach Roland Umiker) bezeichnet.
Der Durchmesser des Hinterstockensees beträgt etwa 300 Meter, seine Fläche 6 Hektar. Der Abfluss des Sees ist unterirdisch. Das Wasser fliesst unter 40 Meter Felsen ab und tritt als Wildenbach nach ca. acht Stunden im Klusi (1300 m) aus.
Eine namenlose felsige HalbInsel (46° 41′ 6,2″ N, 7° 32′ 21,9″ O) am Westufer des Hinterstockensees gibt dem See durch die Bildung von zwei Buchten eine herzförmige Oberflächenform.
Der See kann mit der Stockhornbahn (Station Chrindi) erreicht werden. Er ist ein Ausflugsziel für Hobbyfischer. Ein Wanderweg führt zum 1,5 km westlich gelegenen Oberstockensee (auch Vorderstockensee, 1665 m). Die beiden Seen sind durch einen Stollen miteinander verbunden. Das kleine Hochdruck-Speicherkraftwerk Klusi nutzt seit den 1940er Jahren das Wasser der Seen zur Energiegewinnung, 1994/1995 fand eine Erneuerung der Anlage statt.